# G. E. M. 앤스콤

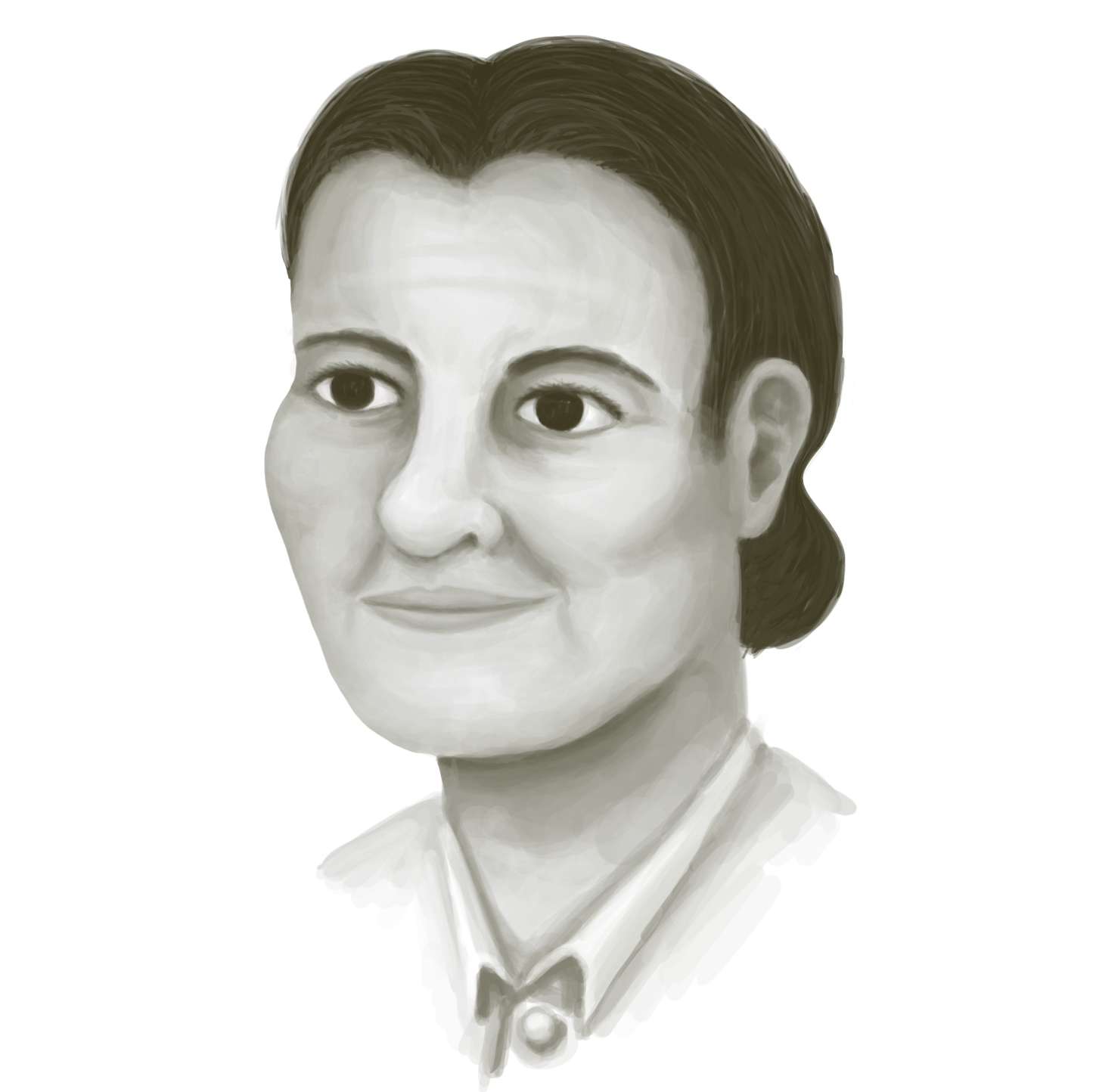

거트루드 엘리자베스 마가렛 앤스콤(Gertrude Elizabeth Margaret Anscombe, 1919년 3월 18일 ~ 2001년 1월 5일)은 영국의 분석 철학자로, 정신철학, 행동철학, 철학논리, 언어철학, 윤리학에 대해 썼다.
앤스콤은 루트비히 비트겐슈타인의 제자였으며, 그의 저작에 대한 권위자가 되었다. 앤스콤의 1958년 논문 '현대 도덕 철학'은 현대 덕 윤리학에 큰 영향을 주었다. 《의도(Intention)》는 일반적으로 그녀의 가장 위대하고 가장 영향력 있는 작품으로 인식되고 있으며, 의도, 행동, 실용적인 추론의 개념에 대한 계속되는 철학적인 관심이 이 작품에서 주된 자극을 받았다고 말할 수 있다.